# Axel Matthes
Axel Matthes (* 18. Mai 1936 in Berlin) ist ein deutscher Verleger.

## Leben
Matthes studierte Rechtswissenschaften und Soziologie an der FU Berlin. Er arbeitete als Antiquar, Buchhändler und Lektor, bevor er 1968 in München den Verlag Rogner & Bernhard zusammen mit Klaus P. Rogner und Marianne Bernhard gründete. Dort war er bis 1976 für das Programm verantwortlich und musste zum Ende des Jahres nach einer Entscheidung der Geschäftsführerin Antje Ellermann ausscheiden. 1977 gründete Matthes zusammen mit dem Buchhersteller Claus Seitz den Verlag Matthes & Seitz in München. Nach Seitz’ Ausscheiden 1983 führte Matthes den Verlag alleine fort. Darin erschienen unter anderem die Werke von Antonin Artaud, Georges Bataille, Michel Leiris, Donatien Alphonse François de Sade und Rahel Varnhagen von Ense. Matthes wirkte als Herausgeber der Schriften von André Masson und Salvador Dalí. Von 1987 bis 1995 gab er das Verlagsjahrbuch Der Pfahl. Jahrbuch aus dem Niemandsland zwischen Kunst und Wissenschaft heraus. Er veröffentlichte in der Zeitschrift Etappe. Für seine Verdienste um die französische Literatur wurde er 1997 zum Chevalier des Ordre des Arts et des Lettres ernannt.
Nach dem Ausstieg eines Teilhabers 1995 geriet Matthes in finanzielle Schwierigkeiten, Verhandlungen über eine Übernahme des Verlags durch Suhrkamp wurden nach dem Tod des Verlegers Siegfried Unseld 2002 nicht fortgesetzt. 2004 verkaufte Matthes nach finanziellen Schwierigkeiten die Buchrechte und das Lager von Matthes & Seitz an Andreas Rötzer, der den Verlag unter dem neuen Namen Matthes & Seitz Berlin neu gründete. Matthes gab darin weiter Bücher von Bataille und Hans Jürgen von der Wense heraus.

## Schriften
- Ich gestatte mir die Revolte. Hrsg. v. Axel Matthes und Bernd Mattheus. Matthes & Seitz, München 1985.
- Das Heilige im Alltag oder Vom Swing der Dinge. Gesammelt von Axel Matthes. Diederichs, München 2012.